# Ucieczka z więzienia Maze
Ucieczka z więzienia Maze (nazywana przez irlandzkich republikanów Wielką ucieczką) miała miejsce 25 września 1983 roku w hrabstwie Antrim w Irlandii Północnej. Maze (uprzednio znane jako Long Kesh) było więzieniem o zaostrzonym rygorze, uważanym za jeden z najlepiej chronionych przed ucieczką zakładów karnych w Europie. Przetrzymywano tu osoby oskarżone o udział w akcjach paramilitarnych podczas konfliktu w Irlandii Północnej. W największej ucieczce w historii Wielkiej Brytanii 38 członków Tymczasowej Irlandzkiej Armii Republikańskiej (Provisional Irish Republican Army), odsiadujących wyroki między innymi za morderstwa czy podkładanie bomb, uciekło z bloku H7. W wyniku ucieczki jeden z funkcjonariuszy służby więziennej zmarł na atak serca, a dwudziestu innych odniosło obrażenia. Dwóch z nich zostało postrzelonych z broni, którą przemycono do środka. Ucieczka stała się wodą na młyn propagandy IRA i powodem nacisków na brytyjskiego ministra, aby podał się do dymisji. Oficjalne śledztwo wykazało, że największą odpowiedzialność za ucieczkę ponoszą pracownicy zakładu karnego, którzy z kolei winą obarczali polityczne ingerencje w sposób zarządzania więzieniem.

## Wcześniejsze ucieczki
W trakcie konfliktu w Irlandii Północnej kilkukrotnie miały miejsce masowe ucieczki irlandzkich republikanów. 17 listopada 1971 roku dziewięć osób nazwanych później „kangurami z Crumlin” („Crumlin Kangaroos”) uciekło z więzienia Crumlin Road za pomocą przerzuconych przez mur drabinek sznurowych. Dwóch zbiegów schwytano, lecz pozostałym udało się przekroczyć irlandzką granicę i pojawili się na konferencji prasowej w Dublinie. 17 stycznia 1972 roku siedmiu internowanych uciekło ze statku więziennego HMS Maidstone, skacząc do wody. Po tym wyczynie stali się znani jako „siedmiu wspaniałych”. 31 października 1973 roku trzech czołowych działaczy IRA, w tym poprzedni szef sztabu Seamus Twomey, uciekło z Mountjoy w Dublinie dzięki śmigłowcowi, który wylądował na więziennym dziedzińcu. Irlandzki zespół Wolfe Tones napisał piosenkę The Helicopter Song, która upamiętniła wydarzenie – utwór królował na irlandzkich listach przebojów. 18 sierpnia 1974 roku 19 członków IRA wydostało się z więzienia w Portlaoise po obezwładnieniu strażników i wysadzeniu bramy za pomocą żelatyny wybuchowej. 6 listopada 1974 roku ucieczka 33 więźniów z Long Kesh za pomocą wykopanego tunelu zakończyła się zastrzeleniem Hugh Coney'a przez jednego ze strażników, złapaniem 29 zbiegów kilka metrów od więzienia i pozostałych trzech w ciągu najbliższych 24 godzin. W marcu 1975 roku dziesięć osób uciekło z gmachu sądu w Newry podczas rozprawy o ucieczkę z Long Kesh. Wśród uciekinierów znalazł się Larry Marley, jeden z autorów planu ucieczki z 1983 roku. 10 czerwca 1981 roku 8 członków IRA oczekujących na rozprawę, w tym Angelo Fusco, Paul Magee i Joe Doherty, zbiegło z aresztu Crumlin Road. Dzięki trzem pistoletom przemyconym do środka więźniowie wzięli pilnujących ich funkcjonariuszy jako zakładników, przebrali się w ich stroje i podczas strzelaniny wydostali na wolność.

## Ucieczka z 1983 roku
Więzienie Maze uważano za jeden z najlepiej chronionych przed ucieczką zakładów karnych w Europie. Poza mierzącym 4,6 m ogrodzeniem każdy blok H otoczony był betonowym murem o wysokości 5,5 m z drutem kolczastym na szczycie. Wszystkie bramy w kompleksie wykonano z solidnej stali i obsługiwano elektronicznie. Skazańcy planowali ucieczkę przez kilka miesięcy. Bobby Storey i Gerry Kelly byli więźniami pracującymi w bloku H7, co pozwoliło im na rozpoznanie słabości systemu zabezpieczeń, dzięki czemu udało się przemycić do środka sześć pistoletów. 25 września krótko po 14:30 więźniowie w jednym momencie wzięli funkcjonariuszy za zakładników, aby uniemożliwić włączenie alarmu i przejąć kontrolę nad blokiem. Jeden z pracowników więzienia został dźgnięty nożem introligatorskim, innego zaś ogłuszono uderzeniem w tył głowy. Kolejnego ze strażników, który starał się uniemożliwić ucieczkę, Gerry Kelly postrzelił w głowę, ale funkcjonariuszowi udało się przeżyć. Do 14:50 więźniowie przejęli całkowitą kontrolę nad H7, nie wywołując alarmu. Tuzin zbiegów przebrało się w stroje strażników. Zakładników zmuszono, aby oddali kluczyki do samochodów i powiedzieli, gdzie zaparkowali pojazdy, na wypadek gdyby były potrzebne w późniejszym czasie. Część więźniów została, aby przypilnować strażników i uniemożliwić włączenie alarmu; gdy uznali, że pozostali skazańcy wydostali się już na wolność, wrócili do swoich cel. O 15:25 ciężarówka dostawcza z żywnością podjechała pod bramę bloku H7, gdzie Brendan McFarlane i inni uciekinierzy wzięli kierowcę oraz towarzyszącego mu więźnia jako zakładników i wprowadzili ich do środka. Kierowcy  powiedziano, że pojazd będzie wykorzystany w ucieczce, wytłumaczono jaką trasą ma jechać i jak reagować w razie zatrzymania. Bobby Storey ostrzegł go: „Ten człowiek [Gerry Kelly] odsiaduje 30 lat i zastrzeli cię bez chwili wahania, jeśli będzie musiał. Nie ma nic do stracenia”.
O 15:50 więźniowie opuścili blok H7. Zabrali do ciężarówki kierowcę, któremu stopę przywiązano do pedału sprzęgła, i jego pomocnika. 37 uciekinierów weszło na tył pojazdu, podczas gdy Gerry Kelly położył się na podłodze szoferki z bronią wycelowaną w kierowcę. Zakładnika ostrzeżono, że w kabinie założono granat-pułapkę. Około 16:00 ciężarówka podjechała pod główna bramę, gdzie więźniowie chcieli zająć wartownię. Dziesięciu z nich przebranych w stroje strażników i uzbrojonych w pistolety oraz dłuta wysiadło z pojazdu. Weszli do wartowni i wzięli przebywających tam funkcjonariuszy jako zakładników. O 16:05 pracownicy więzienia spróbowali stawić opór i jeden z nich włączył alarm. Kiedy przez interkom odezwał się strażnik, starszy stopniem funkcjonariusz, którego trzymano na muszce, odpowiedział, że alarm włączono przez przypadek. Więźniowie mieli trudności z utrzymaniem kontroli nad wartownią z uwagi na dużą liczbę zakładników. Ich grono powiększało się z każdym kolejnym pracownikiem, który przychodził do pracy z zewnątrz. Strażnik James Ferris wybiegł z wartowni w kierunku wejścia dla pieszych, aby uruchomić alarm. Dermot Finucane próbował go dogonić. Ferris został wcześniej dźgnięty trzykrotnie w pierś i padł zanim zdołał dotrzeć do alarmu.
Finucane dobiegł do bramy, gdzie dźgnął obsługującego ją funkcjonariusza i dwóch kolejnych, którzy właśnie weszli na teren więzienia. Zdarzenie to zobaczył żołnierz pełniący wartę na wieży strażniczej i zgłosił do wojskowej sali dowodzenia, że widział walczących strażników. Stamtąd zadzwoniono do więziennego Centrum zarządzania kryzysowego (Emergency Control Room), w którym odpowiedziano, że wszystko jest w porządku i wcześniejszy alarm został włączony przez przypadek. O 16:12 znowu rozległ się alarm, po tym jak strażnik w wartowni wypchnął pilnującego go więźnia z pomieszczenia i zadzwonił do Centrum zarządzania kryzysowego. Jednakże stało się to zbyt późno, aby uniemożliwić ucieczkę. Po kilku próbach skazańcy otworzyli główną bramę i czekali w ciężarówce na kolegów, którzy zostali w wartowni. Tymczasem dwóch strażników zablokowało wyjazd samochodami, zmuszając uciekinierów do porzucenia pojazdu i przebycia reszty drogi do zewnętrznego ogrodzenia (około 23 m) pieszo. Czterech więźniów zaatakowało jednego z funkcjonariuszy i zabrało jego samochód, którym udali się w kierunku bramy wyjazdowej. Niedaleko swojego celu zderzyli się z innym pojazdem i porzucili samochód. Dwóm z nich udało się zbiec, jednego pochwycono, gdy wychodził z pojazdu, zaś czwartego po krótkiej ucieczce złapał żołnierz. Koło głównej bramy jeden ze strażników został postrzelony w nogę, gdy próbował dogonić dwóch ostatnich więźniów zmierzających w kierunku zewnętrznego ogrodzenia. Skazańca, który oddał strzał, złapano, kiedy sam został postrzelony przez żołnierza z wieży strażniczej, drugiego uciekiniera pochwycono zaś, gdy upadł na ziemię. Pozostali więźniowie przedostali się przez ogrodzenie. Gdy o 16:18 zamknięto główną bramę i odcięto drogę ucieczki z więzienia, w Maze brakowało 35 skazańców. Była to największa ucieczka w historii Wielkiej Brytanii, a także Europy od czasu II wojny światowej.
Na zewnątrz więzienia IRA zorganizowała pomocniczą operację logistyczną, w której wzięło udział 100 uzbrojonych członków organizacji. Aczkolwiek z powodu pięciominutowego błędu w szacunkach na uciekinierów nie czekał żaden transport i byli oni zmuszeni umykać przez pola lub kraść samochody na własną rękę. Armia Brytyjska i Królewska Policja Ulsteru natychmiast wprowadziły w życie plan awaryjny i do 16:25 wokół więzienia rozmieszczono kordon punktów kontrolnych. Następnie posterunki ustawiono w strategicznych miejscach Irlandii Północnej, co zaowocowało złapaniem jednego z więźniów o 23:00. Podczas ucieczki dwudziestu strażników odniosło obrażenia: trzynastu bito i kopano, czterech dźgnięto, dwóch postrzelono, a ostatni, James Ferris, zmarł w wyniku ataku serca.

## Reakcje
Ucieczka stała się wodą na młyn propagandy IRA i podniosła morale jej członków. Irlandzcy republikanie nazwali ją „Wielką Ucieczką”. Czołowy unionista Ian Paisley wzywał Nicholasa Scotta, parlamentarnego podsekretarza stanu w ministerstwie ds. Irlandii Północnej, aby podał się do dymisji. Premier Wielkiej Brytanii Margaret Thatcher oświadczyła podczas wizyty w Ottawie: „To najpoważniejsza ucieczka naszych czasów i musi zostać bardzo dokładnie zbadana”. W dzień po ucieczce minister ds. Irlandii Północnej James Prior ogłosił, że śledztwo w tej sprawie poprowadzi główny inspektor więziennictwa (Her Majesty's Chief Inspector of Prisons) James Hennessy. Opublikowany 26 stycznia 1984 roku Raport Hennessy'ego wykazał, że największą odpowiedzialność za ucieczkę ponosi personel więzienia. Ponadto przedstawiono w nim szereg zaleceń w celu poprawy bezpieczeństwa w Maze. Wykazano również, że winę ponoszą projektanci więzienia, Urząd ds. Irlandii Północnej (Northern Ireland Office) i kolejni naczelnicy, którym nie udało się poprawić bezpieczeństwa w zakładzie karnym. James Prior ogłosił, że w wyniku ustaleń raportu naczelnik podał się do dymisji, ale nie będzie żadnych rezygnacji na poziomie ministerialnym. Cztery dni po opublikowaniu Raportu Hennessy'ego ówczesny minister więziennictwa Nicholas Scott odparł zarzuty Stowarzyszenia Naczelników Więziennych (Prison Governors Association) i Stowarzyszenia Funkcjonariuszy Więziennych (Prison Officers Association), jakoby ucieczka była wynikiem politycznych ingerencji w sposób zarządzania więzieniem. 25 października 1984 roku dziewiętnastu więźniów stawiło się w sądzie w sprawie o spowodowanie śmierci Jamesa Ferrisa, szesnastu postawiono zarzut morderstwa. Patolog oświadczył, że rany kłute zadane Ferrisowi nie mogłyby zabić zdrowego mężczyzny. Sędzia uniewinnił wszystkich szesnastu, gdyż nie udało się udowodnić, że atak serca spowodowany został odniesionymi wcześniej obrażeniami.

## Uciekinierzy
Piętnastu uciekinierów złapano pierwszego dnia, w tym czterech, którzy chowali się w pobliskiej rzece i korzystali z trzciny do oddychania pod wodą. Kolejnych czterech pochwycono w ciągu następnych dwóch dni, wliczając Hugh Coreya i Patricka McIntyre'a, którzy przez dwie godziny bronili się na opuszczonej farmie. Z pozostałych dziewiętnastu uciekinierów, osiemnastu trafiło do republikańskiego bastionu na południu hrabstwa Armagh, gdzie dwóch członków Tymczasowej Irlandzkiej Armii Republikańskiej z Brygady South Armagh przetransportowało ich do bezpiecznych kryjówek. Dano im wybór – mogli wrócić do aktywnej służby w kampaniach zbrojnych IRA, lub otrzymać nową tożsamość w Stanach Zjednoczonych.
W grudniu 1984 roku uciekinier Kieran Fleming utonął w rzece Bannagh niedaleko wioski Kesh w hrabstwie Fermanagh, kiedy próbował umknąć przed zasadzką SAS, w której zginął jego towarzysz z IRA, Antoine Mac Giolla Bhrighde. Gerarda McDonnella złapano w Glasgow w czerwcu 1985 roku razem z czterema innymi członkami IRA, w tym zamachowca z Brighton, Patricka Magee, i skazano o współudział w szesnastu atakach bombowych na terenie Anglii. W kwietniu 1986 roku Séamus McElwaine został zabity przez SAS w Rosslea. W styczniu 1986 roku w Amsterdamie aresztowano Gerry’ego Kelly’ego i Brendana McFarlane’a, poddano ekstradycji i w grudniu 1986 roku osadzono w więzieniu. Na wolności pozostawało dwunastu uciekinierów. Pádraig McKearney wraz z siedmioma innymi członkami Tymczasowej Irlandzkiej Armii Republikańskiej z Brygady East Tyrone zostali zabici przez SAS w Loughgall w maju 1987 roku, co stanowiło największą od lat dwudziestych porażkę IRA. W listopadzie 1987 roku w Granard, w hrabstwie Longford, na podstawie nakazów o ekstradycję wydanych przez brytyjskie władze aresztowano Paula Kane’a i organizatora ucieczki Dermota Finucane'a, którego brat, Pat Finucane, adwokat z Belfastu, został zastrzelony przez bojówkę lojalistów w 1989 roku. W sierpniu 1988 roku do Irlandii Północnej ekstradowano Roberta Russella po tym, jak został złapany w Dublinie w 1984 roku. W kwietniu 1989 roku jego śladem podążył Paul Kane. W marcu 1990 roku Sąd Najwyższy Irlandii w Dublinie uniemożliwił ekstradycję Jamesa Piusa Clarke'a i Dermota Finucane'a, argumentując, że gdyby wrócili do Irlandii Północnej, „funkcjonariusze więzienni prawdopodobnie mogliby znęcać się nad nimi”.
Kevin Barry Artt, Pól Brennan, James Smyth i Terrence Kirby, znani jako „czwórka z bloku H”, zostali aresztowani w Stanach Zjednoczonych w latach 1992–1994 i toczyli długie batalie prawne, aby uniknąć ekstradycji. W 1996 roku Smytha wydano Irlandii Północnej i osadzono w więzieniu, ale zwolniono w 1998 roku w ramach Porozumienia wielkopiątkowego. W październiku 1997 roku Tony Kelly został aresztowany w Letterkenny w hrabstwie Donegal i udało mu się obronić przed ekstradycją. W 2000 roku rząd brytyjski ogłosił, że żądania ekstradycji Brennana, Artta i Kirby'ego zostają wycofane w ramach porozumienia wielkopiątkowego. Mężczyźni nadal pozostają oficjalnie zbiegami, ale w 2003 roku brytyjska Służba Więzienna (Prison Service) oświadczyła, że nie są „aktywnie ścigani”. W 2002 roku amnestia objęła Dermota McNally'ego, który mieszkał wcześniej w Republice Irlandii i został odnaleziony w 1996 roku, oraz Dermota Fincane'a, co umożliwiło im na bezpieczny powrót do Irlandii Północnej, gdyby tego chcieli. Aktem łaski nie objęto Tony’ego McAllistera, który nie mógł wrócić do swojego domu w Ballymurphy. We wrześniu 2003 roku dwóch ucieknierów pozostało nie odnalezionych od czasu ucieczki – Gerard Fryers i Séamus Campbell. We wrześniu 2003 roku prawie 800 republikanów urządziło w hotelu w miejscowości Donegal przyjęcie w dwudziestą rocznicę ucieczki. Jeffrey Donaldson, członek parlamentu z ramienia Ulsterskiej Partii Unionistycznej, określił to wydarzenie jako „bezduszne, niestosowne i całkowicie niepotrzebne”.

## Późniejsze próby ucieczki
10 sierpnia 1984 roku lojalista Benjamin Redferd, członek Stowarzyszenia Obrońców Ulsteru, próbował uciec z więzienia Maze, chowając się z tyłu śmieciarki, ale zginął zmiażdżony przez mechanizm zgniatający. 7 lipca 1991 roku Nessan Quinlivan i Pearse McAuley, członkowie IRA, wydostali się z więzienia w Brixton, gdzie oczekiwali na rozprawę. Uciekli przy użyciu broni, którą przemycono do środka, i za murami postrzelili kierowcę. 9 września 1994 roku sześciu więźniów, w tym odsiadujący wyrok za napad z bronią w ręku Danny McNamee i czterech członków IRA (wśród nich Paul Magee), uciekło z więzienia Whitemoor. Skazańcy, którzy byli w posiadaniu dwóch sztuk broni przemyconej do więzienia, wspięli się na mur za pomocą zawiązanych prześcieradeł. Więźniowie postrzelili jednego ze strażników podczas ucieczki, lecz po ucieczce przez pola zostali złapani przez służbę więzienną i policję. W marcu 1997 roku na terenie Maze w bloku H7 odkryto 12-metrowy tunel. Był wyposażony w elektryczne oświetlenie i wychodził poza granicę bloku, chociaż do zewnętrznych murów brakowało jeszcze 24 metrów. 10 grudnia 1997 roku Liam Averill, członek IRA odsiadujący dożywocie za zamordowanie dwóch protestantów, uciekł z Maze w przebraniu kobiety. Averill wmieszał się w tłum uczestniczących w przyjęciu bożonarodzeniowym rodzin skazańców i wymknął autokarem wywożącym gości z więzienia.